# Geitonoplesium
Geitonoplesium is een geslacht uit de familie Hemerocallidoideae. De soort komt voor in het oosten van Australië, de Filipijnen, Indonesië, Nieuw-Guinea, Fiji, Nieuw-Caledonië, Norfolk en Lord Howe-eiland. Het geslacht telt slechts een soort: Geitonoplesium cymosum.